# Església de Sant Vicenç de Vilarassau
L'Església de Sant Vicenç de Vilarassau es troba al poble disseminat del mateix nom, al municipi de Santa Maria d'Oló (Moianès), i està inclosa a l'Inventari del Patrimoni Arquitectònic de Catalunya.  La parròquia ha estat integrada en la de Santa Maria d'Oló, per la qual cosa no té ja rector propi, malgrat no haver perdut la categoria de parroquial.

## Història
El lloc és documentat per primera vegada el 957 com a villa Ansaldi. Els anys 1134 i 1284 s'esmenta la parròquia de Sant Vicenç de Vilarassau, però aquesta denominació no apareix ni en les llistes anteriors al 1154 ni en les del 1361 i 1438. La funció de sufragània de Santa Maria d'Oló està ben documentada i es recalca en la visita episcopal del 1686.
Es creu que seguiria els mateixos passos que la parròquia de Santa Mª d'Oló, la qual el 1364 passà a dependre de la canònica de l'Estany, i després de la seva extinció el 1592 passà a les Cinc Dignitats Reials; el 1686 continuava amb aquesta dependència. El 1878 assolí la categoria de parròquia, que encara avui conserva, encara que no té un culte regular.

## Descripció
L'església es dreça en un indret elevat del Moianès i era la parròquia del nucli disseminat de cases conegut per aquest nom. És d'una sola nau coberta amb volta de canó, reforçada amb un arc toral que la divideix en dos trams. L'absis semicircular, situat a llevant i cobert amb volta de quart d'esfera, presenta les característiques genuïnes del romànic llombard; quatre bandes llombardes que delimiten tres series de quatre arcuacions cegues són el motiu de decoració de l'absis. Les bandes llombardes també apareixen en el mur de la cara sud, situades sota mateix del ràfec de la teulada. Al centre de l'absis s'obre una finestra de doble esqueixada i n'hi ha dues més d'iguals al mur de migjorn. L'accés a l'església es fa pel cantó de ponent i la porta és moderna. En aquest mateix mur s'alça un campanar d'espadanya refet. Al costat de tramuntana s'hi afegí en època moderna un cos que fa la mateixa llargada de la nau i té funcions de sagristia. L'aparell de l'església és obrat amb carreus regulars disposats en filades i a trencajunt.